# Henio Zytomirski
Henio Zytomirski (Lublino, 25 marzo 1933 – Campo di concentramento di Majdanek, 9 novembre 1942) è stato un bambino ebreo polacco deportato e ucciso all'età di 9 anni nelle camere a gas del campo di concentramento di Majdanek, durante l'occupazione della Polonia. Una mostra permanente allestita nel 2003 presso il Museo del campo, unitamente ad un progetto educativo lanciato nel 2005 a Lublino (ed estesosi rapidamente al resto del paese), lo ha fatto diventare uno dei simboli più conosciuti in Polonia dell'Olocausto e del milione e mezzo di bambini che vi perirono.

## Biografia
Henio Zytomirski nasce nella città di Lublino in Polonia, il figlio primogenito di Sara (Oksman) e Shmuel Zytomirski. Dopo aver frequentato le scuole materne, Henio avrebbe dovuto cominciare le elementari nel settembre 1939, quando la Germania invade la Polonia.
Dopo l'occupazione tedesca, al padre di Henio viene affidata la direzione di un ufficio postale, il che gli permette per qualche tempo di rimanere in contatto con il fratello Yehuda (Leon), che nel 1927 era emigrato in Palestina e con ambienti della resistenza ebraica e polacca.
Il 24 marzo 1941 fu intimato a tutti gli ebrei di Lublino di risiedere nel ghetto per loro predisposto nel centro della città. Le condizioni si fanno subito drammatiche. Il primo a morire della famiglia è il nonno di Henio, di tifo, il 19 novembre 1941. Nel gennaio 1942 cominciano le deportazioni e gli eccidi. Così nella primavera 1942 muoiono a Belzec la madre, la nonna, e le zie di Henio. Henio sopravvive grazie ad un permesso di lavoro del padre, trasferiti nel nuovo e più piccolo ghetto nel quartiere di Majdan Tatarski. Con la liquidazione finale del ghetto di Lublino, il 9 novembre 1942, Henio giunge con il padre a Majdanek dove è immediatamente condotto alle camere a gas nonostante i suoi  nove anni. Il padre, ancora in vita agli inizi di gennaio 1944, morira' anch'egli in circostanze ignote prima della Liberazione.

## La mostra permanente a Majdanek
La vicenda biografica di Henio non ha in sé alcun carattere di eccezionalità; è una delle tante vissute in Polonia dai bambini dell'Olocausto, che dopo aver sopportato gli stenti del ghetto e la morte di familiari hanno concluso la loro esistenza nelle camere a gas. La sua figura diventa però rilevante quando nel 2003, su progetto del direttore dell'associazione Grodzka Gate – NN Theatre, Tomasz Pietrasiewicz, fu allestita nella baracca 53 dell'ex-Campo di concentramento di Majdanek una mostra permanente specificamente dedicata ai bambini deportati nel campo. Per illustrare le loro vicende ai visitatori (specialmente alle scolaresche), si scelsero quattro figure simbolo: due bambini ebrei, Halina Birenbaum e Henio Zytomirski; un bambino bielorusso, Piotr Kiryszczenko; e una bambina polacca, Janina Buczek. Da allora la mostra è diventata uno dei luoghi più frequentati del museo dalle migliaia di visitatori che ogni anno vi giungono da tutto il mondo.

## Il progetto educativo "Lettera a Henio"
A seguito del successo della mostra, nel 2005 l'associazione Grodzka Gate – NN Theatre lanciò un secondo progetto educativo volto a trasmettere alle nuove generazioni la memoria dell'Olocausto. Il progetto, denominato "Lettere a Henio", chiedeva ai bambini delle scuole di Lublino di inviare una lettera, un pensiero, un disegno a Henio all'ultimo indirizzo conosciuto di sua residenza nel ghetto (via Kowalska, 11) nel giorno (il 19 aprile) dedicato in Polonia alla memoria dell'Olocausto. Le lettere, una volta giunte a Lublino, venivano rispedite al mittente, così che chi scriveva potesse confrontarsi con il vuoto terribile lasciato dalla mancanza di tutti coloro i quali morirono nella Shoah, un modo emotivamente forte per prendere coscienza di quanto avvenuto. Cosi' Tomasz Pietrasiewicz spiegava l'idea di fondo del progetto:
"Non si puo' chiedere alle persone di ricordare i volti e i nomi di 40.000 persone. Si può però chiedere loro di ricordarne uno: il suo timido sorriso, la camicia bianca con il colletto, i pantaloncini colorati, il taglio di capelli laterale, le calze con le righe ... Henio."
L'iniziativa ebbe subito un enorme successo, migliaia di lettere furono inviate e l'idea si estese al resto della Polonia, ripetendosi ogni anno e facendo di Henio Zytomirski un eroe nazionale e uno dei simboli più riconosciuti, una vera e propria icona dell'Olocausto a livello popolare, così come in molti paesi lo è Anna Frank. 
La vicenda biografica di Henio, emblematica del milione e mezzo di bambini dell'Olocausto che perirono nei campi di sterminio, è entrata nei testi scolastici della Polonia, dove è oggi inserita nel curriculum nelle scuole dell'obbligo, con un ruolo importante nel processo di riconciliazione tra ebrei e polacchi. Per la sua rilevanza mediatica è ampiamente discussa anche nella storiografia internazionale.